# Tell Uqair
Tell Uqair (Tell Uquair, Tell Aqair) és un tell o túmul d'assentament al nord-est de Babilònia i a uns 80 km al sud de Bagdad, a l'actual governació de Babil, Iraq.

## Arqueologia
Tell Uqair és un petit túmul just al nord de Tell Ibrahim, el gran túmul que marca el lloc de l'antic Kutha. La topografia està formada per dos subtúmuls separats pel que aparentment és el llit d'un antic canal. Com a màxim, els turons es troben a 6 metres sobre de la línia del terreny. El jaciment de Tell Uqair va ser excavat durant la Segona Guerra Mundial, el 1941 i el 1942, per un equip de la Direcció General d'Antiguitats de l'Iraq dirigit per Seton Lloyd, amb Taha Baqir i Fuad Safar. Els edificis i artefactes descoberts eren principalment del període Obeid, el període Uruk i el període de Jemdet Nasr, i incloïen quatre tauletes protocuneïformes. Un equip de la Universitat de Heidelberg va fer un sondeig el 1978.

## Història
El lloc de Tell Uqair va tenir per primera vegada una ocupació significativa durant el període Obeid, i va créixer al màxim durant els períodes Jemdet Nasr i Uruk. Algunes tombes dinàstiques primerenques i una dispersió d'artefactes acadis i babilònics indiquen que la ubicació va continuar amb un ús limitat durant l'època de Nabucodonosor II. A causa de les tauletes d'argila trobades al lloc, es creu que és l'antiga ciutat d'Urum. El topònim d'Urum s'escriu en cuneïforme com ÚR×Ú.KI (cuneïforme: 𒌱𒆠), URUM4 = ÚR×ḪA (cuneïforme: 𒌯), a més d'ÚR×A.ḪA.KI (cuneïforme: 𒌬𒆠), d'anterior (pre-Ur III) ÚR.A.ḪA. Se sap que durant el iii mil·lenni aC Urum era un lloc de culte per a la deessa Nanna. També se sap que Urum es trobava entre les ciutats de Kix i Sippar, que encaixa amb Tell Uqair, i que sota l'imperi Ur III de l'ensi₂ hi havia un Ur-Sin.

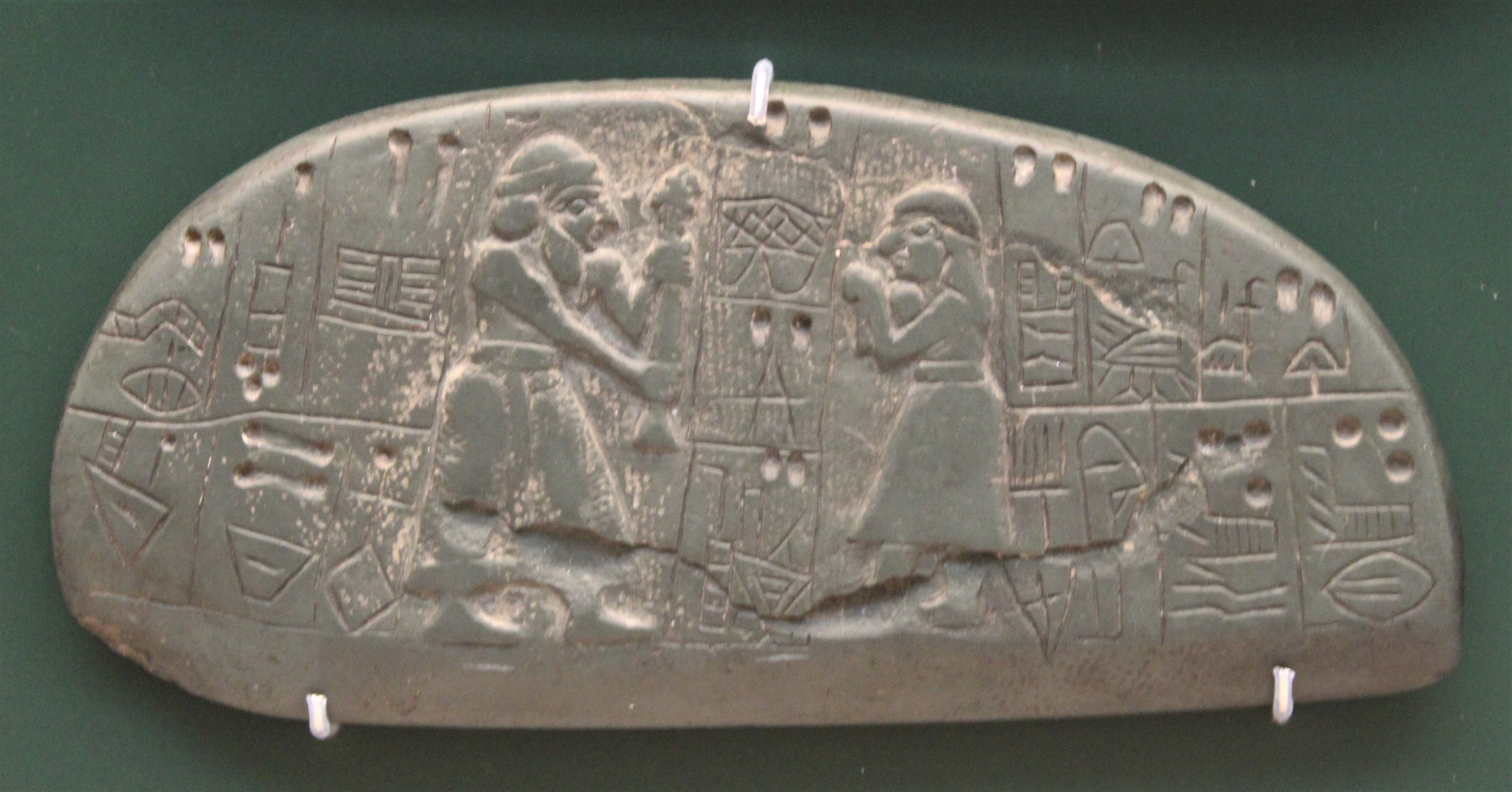
Anvers de placa de Monuments de Blau

El descobriment més destacat a Tell Uquair va ser el «Temple Pintat», un gran complex de disseny similar al «Temple Blanc» trobat a Uruk. Alguns dels frescos originals encara eren visibles en el moment de l'excavació i van ser copiats. Diversos frescos van ser recuperats intactes i enviats al Museu de Bagdad. Es creu que el temple data del període Uruk o primerenc de Jemdet Nasr. Un petit temple adjacent de Jemdet Nasr va ser de construcció una mica posterior i contenia grans quantitats de ceràmica d'aquell període.
S'ha suggerit, a partir d'un topònim, que els «Monuments de Blau» es van originar a Tell Uqair.